# Sava Petrović Njegoš
Sava II. Petrović Njegoš (crnogorski: Сава Петровић Његош; Njeguši, 18. siječnja 1702. – manastir Podmaine kod Budve, 9. ožujka 1782.), bio je državni poglavar i vladika/mitropolit (1735. − 1781.) iz crnogorske vladarske obitelji Petrovića.

## Životopis
Prethodnik vladike Save, mitropolit Danilo umro je 11. siječnja 1735. godine. Još za života odredio je mitropolit Danilo nasljednika pa na duhovno i državno prijestolje Crne Gore dolazi vladika Sava Petrović. 
Vladika Sava Petrović Njegoš kao nasljednik vladike Danila na tronu ostao je do 1750. godine. 
U ratovima Rusije i Austrije pomagao im je, ali za vrijeme njegove vladavine nije bilo većih ratova protiv Turske. Više je bio okrenut crkvenim pitanjima pa je i njegov put u Rusiju rezultirao na dobivanju priznanja crkvene autokefalnosti od Ruskoga sinoda. Materijalnu potporu koju je carica Elizabeta dodijelila Crnoj Gori (500 rubalja svake tri godine, narodu pomoć od 3000, a vladiki Savi još 1000 rubalja za put) uglavnom je iskoristio za gradnju manastira Stanjevići koji je završen 1747. godine.
Zbor crnogorskih glavara koji ga je i poslao za Rusiju i koji je imao jasniji državni program nije bio zadovoljan tom pomoći, a dok je Sava bio u Rusiji, kao vođa nametnuo se njegov sinovac Vasilije. 22. kolovoza 1750. godine u Beogradu, na preporuku mitropolita Save, srpski patrijarh Atanasije II. iz Srijemskih Karlovaca rukopoložio za mitropolita Vasilija što je značilo povlačenje vladike Save s trona i vlast je prepustio vladiki Vasiliju.

## Nasljedstvo
Nakon smrti Vladike Vasilija Petrovića, vladika Sava formalno opet preuzima vlast, ali faktički vlast je prisvojena od samozvanca Šćepana Maloga (u razdoblju 1767. − 1773.) koji je zaslužan za afirmiranje svjetovne vlasti.
U povijesnim arhivima ostala su mnoga pisma vladike Save, a heraldičari na državnom grbu iz doba vladike Save prepoznaju simboliku slobodarske i oslobodilačke težnje. Vladika Sava je, pored osnovnoga simbola dvoglavog orla, uveo još jedan element grba, koji se zadržao i do danas (vidi grb Crne Gore), a to je zlatni lav u hodu. Simbolički, dvoglavi orao predstavlja Crnu Goru, a zmija u kandžama orla simbolizira neprijatelja.
Mitropolit Sava Petrović umro je 9. ožujka 1782. godine. 
Njegov nasljednik Arsenije Plamenac koji je stalno živio u Crmnici umro je 15. svibnja 1784. godine.
Važan događaj za tadašnju Crnu Goru i za prijestolnicu Cetinje, a za života vladike Save Petrovića, dogodio se je početkom prosinca 1756. godine, kada su Crnogorci odnijeli pobjedu nad vojskom bosanskog vezira Ćamil Ahmet–paše, u mjestu Prediš kod Cetinja.

## Titula mitropolita Save
U tituli mitropolita Save ranije se ne spominje crnogorsko ime, samo skenderijsko i primorsko. Tek od druge polovice 1777. godine se pored skenderijskog i primorskog spominje i crnogorsko ime.

## Sava Petrović i Dubrovčani
1914. godine u Zagrebu su objavljena tri pisma (od 1763. do 1775. godine) u kojima se Sava Petrović Njegoš Dubrovčanima obraćao kao Srbima: ...da učinite našoj cerkvi i narodu černogorskomu jednom sumom od asprih kako Serbli Serbima i svojima susjedima... (1763.), ...koji se vi još od našega srbskoga jezika nahodite... (1767.), Vaša slavna republika zna, da je sve gospodstvo i slava serbska pala i ništa nije ostalo do vas... može se serbska zemlja s vama pohvaliti. (1775.).